# Liste d'œuvres d'art public dans le Calvados
 (janvier 2021).
Cet article vise à recenser les œuvres d'art dans l'espace public dans le département du Calvados, en France.

## Liste
Les œuvres sont classées par ordre alphabétique de communes et, au sein de celles-ci, par ordre chronologique d'installation, dans la mesure des informations disponibles.

### Sculptures
| Œuvre                                           | Auteur                           | Commune                | Localisation | Notes | Installation                                   | Coordonnées                                    | Illustration |
| ----------------------------------------------- | -------------------------------- | ---------------------- | --- | --- | ---------------------------------------------- | ---------------------------------------------- | --- |
| Sans titre                                      | Serge Saint                      | Amblie                 | Dans le jardin des Marettes | | À déterminer                                   | à géolocaliser                                 | Image manquante |
| Sans titre                                      | Serge Saint                      | Anisy                  | Près de la mairie | | À déterminer                                   | 49° 15′ 06″ nord, 0° 23′ 32″ ouest             | Image manquante |
| Buste du docteur Paul Derrien                   | À déterminer                     | Argences               | Dans le square Docteur-Paul-Derrien, 34 rue du Maréchal-Joffre (RD 37)                                                                | | À déterminer                                   | 49° 07′ 23″ nord, 0° 09′ 57″ ouest             | Buste du docteur Paul Derrien |
| Notre-Dame-des-flots                            | À déterminer                     | Arromanches-les-Bains  | Entre la rue du Calvaire et la RD 514, près du musée Arromanches 360°                                                                 | | 1911                                           | 49° 20′ 21″ nord, 0° 37′ 00″ ouest             | Notre-Dame-des-flots |
| Statue de Bill Pendell                          | À déterminer                     | Arromanches-les-Bains  | Rue du Calvaire, près du musée Arromanches 360°                                                                                       | | 2019                                           | à géolocaliser                                 | Image manquante |
| Sans titre                                      | Serge Saint                      | Asnelles               | Près de la salle des fêtes | | À déterminer                                   | à géolocaliser                                 | Image manquante |
| Sans titre                                      | Serge Saint                      | Asnelles               | Près de la salle des fêtes | | À déterminer                                   | à géolocaliser                                 | Image manquante |
| Sans titre                                      | Serge Saint                      | Asnelles               | Près de la salle des fêtes | | À déterminer                                   | à géolocaliser                                 | Image manquante |
| Sans titre                                      | Serge Saint                      | Asnelles               | Près de la salle des fêtes | | À déterminer                                   | à géolocaliser                                 | Image manquante |
| Sans titre                                      | Serge Saint                      | Asnelles               | Près de la salle des fêtes | | À déterminer                                   | à géolocaliser                                 | Image manquante |
| Sans titre                                      | Serge Saint                      | Baron-sur-Odon         | Intersection du chemin des Pierrettes et de la route de Fontaine (RD 214)                                                             | | À déterminer                                   | 49° 08′ 06″ nord, 0° 28′ 35″ ouest             | Image manquante |
| Sans titre                                      | Serge Saint                      | Basly                  | Entre le 12 et le 14 rue des Mutrelles                                                                                                | | À déterminer                                   | 49° 16′ 37″ nord, 0° 25′ 15″ ouest             | Image manquante |
| Sans titre                                      | Serge Saint                      | Basly                  | Derrière la mairie | | À déterminer                                   | à géolocaliser                                 | Image manquante |
| Statue d'Arcisse de Caumont                     | Victor-Edmond Leharivel-Durocher | Bayeux                 | Intersection du boulevard d'Eindhoven et de la rue Baron-Gérard, dans le parc du lycée polyvalent Arcisse-de-Caumont                  | Représente Arcisse de Caumont. | 1876                                           | 49° 17′ 03″ nord, 0° 42′ 36″ ouest             | Image manquante |
| Statue d'Alain Chartier,                        | Émile Morlaix                    | Bayeux                 | Rue du Général-de-Dais | Représente Alain Chartier. L'originale en bronze de 1898 de Tony Noël est fondue sous le régime de Vichy, dans le cadre de la mobilisation des métaux non ferreux.                                               | 1947                                           | 49° 16′ 37″ nord, 0° 42′ 24″ ouest             | Statue d'Alain Chartier |
| Buste de Charlemagne Jean-Delamare              | À déterminer                     | Bayeux                 | Dans le jardin public | L'original en bronze de 1880 réalisé par Pierre Hottin est fondu sous le régime de Vichy, dans le cadre de la mobilisation des métaux non ferreux.                                                               | À déterminer                                   | à géolocaliser                                 | Buste de Charlemagne Jean-Delamare |
| Statue de la Vierge                             | À déterminer                     | Bayeux                 | Allée des Augustines | Représente Marie. | À déterminer                                   | 49° 16′ 29″ nord, 0° 42′ 02″ ouest             | Statue de la Vierge |
| Bayeux reconnaissant                            | À déterminer                     | Bayeux                 | Rue des Terres | | 1947                                           | 49° 16′ 36″ nord, 0° 42′ 33″ ouest             | Bayeux reconnaissant |
| Statue de Marie-Catherine de Saint-Augustin (d) | Jules Lasalle                    | Bayeux                 | Sur la place de Québec | Représente Marie-Catherine de Saint-Augustin. | 1990                                           | 49° 16′ 33″ nord, 0° 42′ 02″ ouest             | Statue de Marie-Catherine de Saint-Augustin |
| Statue du général Dwight D. Eisenhower,         | Robert Lee Dean                  | Bayeux                 | Rond-point Eisenhower | Représente Dwight D. Eisenhower. | 1994                                           | 49° 16′ 19″ nord, 0° 41′ 25″ ouest             | Statue du général Dwight D. Eisenhower |
| Libertad                                        | Claude Quiesse                   | Bayeux                 | Rond-point Guillaume-Mercader | | 2013                                           | 49° 16′ 13″ nord, 0° 41′ 49″ ouest             | Image manquante |
| Statue de Pierre-Simon de Laplace,              | Robert Delandre                  | Beaumont-en-Auge       | Sur la place de Verdun | Représente Pierre-Simon de Laplace. Un médaillon sur le piédestal représente Galilée, l'autre médaillon représente Isaac Newton.                                                                                 | 1932                                           | 49° 16′ 44″ nord, 0° 06′ 34″ est               | Statue de Pierre-Simon de Laplace |
| Buste du Major John Howard                      | Vivien Mallock (en)              | Bénouville             | Au bord du canal de Caen à la mer et de la RD 514                                                                                     | Représente John Howard. | À déterminer                                   | 49° 14′ 30″ nord, 0° 16′ 25″ ouest             | Buste du Major John Howard |
| Diane                                           | À déterminer                     | Bissières              | À déterminer | Représente Diane. | À déterminer                                   | 49° 06′ 39″ nord, 0° 05′ 32″ ouest             | Image manquante |
| Statue de la Vierge                             | À déterminer                     | Bonnebosq              | Intersection de la rue de Lisieux (RD 59) et du chemin « le Boulon »                                                                  | Représente Marie. | À déterminer                                   | 49° 12′ 11″ nord, 0° 05′ 09″ est               | Image manquante |
| Buste de Charles Bertrand,                      | Alfred Boucher                   | Cabourg                | Dans les jardins du Casino | | 1928                                           | 49° 17′ 35″ nord, 0° 06′ 55″ ouest             | Statue de Charles Bertrand |
| Statue de Marcel Proust                         | Edgar Duvivier (pt)              | Cabourg                | Dans le parc de la villa du Temps retrouvé                                                                                            | Représente Marcel Proust. Érigée dans les jardins du Casino en 2017. | À déterminer                                   | 49° 17′ 36″ nord, 0° 06′ 57″ ouest             | Image manquante |
|                                                 |                                  | Caen                   | Voir la liste des œuvres d'art de Caen                                                                                                | Voir la liste des œuvres d'art de Caen | Voir la liste des œuvres d'art de Caen         | Voir la liste des œuvres d'art de Caen         | Voir la liste des œuvres d'art de Caen |
| Statue de Piper Bill Millin                     | Gaëtan Ader                      | Colleville-Montgomery  | Boulevard Maritime | Représente Bill Millin. | 2013                                           | 49° 17′ 36″ nord, 0° 16′ 58″ ouest             | Statue de Piper Bill Millin |
| Statue de Bernard Montgomery                    | Vivien Mallock (en)              | Colleville-Montgomery  | Dans le parc entre la rue de la Mer et la rue de Riva-Bella                                                                           | Représente Bernard Montgomery. | 1996                                           | 49° 17′ 26″ nord, 0° 16′ 57″ ouest             | Statue de Bernard Montgomery |
| Columbia                                        | À déterminer                     | Colleville-sur-Mer     | Cimetière américain | | À déterminer                                   | 49° 21′ 39″ nord, 0° 51′ 38″ ouest             | Image manquante |
| Marianne                                        | À déterminer                     | Colleville-sur-Mer     | Cimetière américain | | À déterminer                                   | 49° 21′ 40″ nord, 0° 51′ 38″ ouest             | Image manquante |
| Lion                                            | À déterminer                     | Colombelles            | Cour de l'école Henri-Sellier, 5 rue Jules-Guesde                                                                                     | | À déterminer                                   | 49° 12′ 17″ nord, 0° 18′ 07″ ouest             | Statue de Lion |
| Sans titre                                      | Roland Moulin                    | Caumont-l'Éventé       | Dans le parc entre la rue du Sentier, la rue Chanzy et la rue de Strasbourg (RD 54)                                                   | | 2001                                           | 49° 05′ 24″ nord, 0° 48′ 17″ ouest             | Image manquante |
| Statue de Jules Dumont d'Urville,               | Robert Delandre                  | Condé-sur-Noireau      | Intersection de la rue du 6-Juin et de la rue Dumont-d'Urville                                                                        | Représente Jules Dumont d'Urville. L'originale en bronze de 1845 de Dominique Molknecht est fondue sous le régime de Vichy, dans le cadre de la mobilisation des métaux non ferreux.                             | 1948                                           | 48° 51′ 06″ nord, 0° 32′ 59″ ouest             | Image manquante |
| Monument à Charles Tellier,                     | Robert Delandre                  | Condé-sur-Noireau      | Intersection de l'avenue de Verdun et rue du Vieux-Château                                                                            | Représente Charles Tellier. Remplace le buste[Par qui ?] en bronze de 1921, situé sur la place de l'hôtel de ville, fondu sous le régime de Vichy, dans le cadre de la mobilisation des métaux non ferreux.      | 1944                                           | 48° 50′ 58″ nord, 0° 33′ 02″ ouest             | Image manquante |
| Buste de Désiré Le Hoc,                         | Francis La Monaca                | Deauville              | Intersection de la rue Désiré-Le-Hoc et de la rue Victor-Hugo                                                                         | L'original en bronze de 1921 est fondu sous le régime de Vichy, dans le cadre de la mobilisation des métaux non ferreux.                                                                                         | À déterminer                                   | 49° 21′ 35″ nord, 0° 04′ 31″ est               | Buste de Désiré Le Hoc |
| Buste de François André,                        | Jean Don                         | Deauville              | Dans le jardin François-André | Représente François André. | 1964                                           | 49° 21′ 35″ nord, 0° 04′ 19″ est               | Buste de François André |
| Carillon                                        | À déterminer                     | Deauville              | Intersection de la rue Désiré-Le-Hoc, de la rue Robert-Fossorier et de la rue Victor-Hugo                                             | | À déterminer                                   | 49° 21′ 35″ nord, 0° 04′ 29″ est               | Carillon |
| Statue de Charles de Morny,                     | Edmond Moirignot                 | Deauville              | Au bord de la place de Morny, entre la rue Gambetta et la rue Breney                                                                  | Représente Charles de Morny. L'originale en bronze de 1867 d'Henri-Frédéric Iselin est fondue sous le régime de Vichy, dans le cadre de la mobilisation des métaux non ferreux.                                  | 1955                                           | 49° 21′ 36″ nord, 0° 04′ 39″ est               | Statue de Charles de Morny |
| Buste d'Eugène Cornuché,                        | Francis La Monaca                | Deauville              | Intersection de la rue Mirabeau prolongée et du boulevard Eugène-Cornuché                                                             | Représente Eugène Cornuché. Érigé[Quand ?] sur le boulevard Eugène-Cornuché, en face de l'hôtel Normandy. L'original est fondu sous le régime de Vichy, dans le cadre de la mobilisation des métaux non ferreux. | À déterminer                                   | 49° 21′ 49″ nord, 0° 04′ 37″ est               | Buste d'Eugène Cornuché |
| Baigneuse                                       | Albert Leclerc                   | Deauville              | Intersection de la rue Sem et de la rue de la Mer                                                                                     | | À déterminer                                   | 49° 21′ 37″ nord, 0° 04′ 02″ est               | Statue de Baigneuse |
| Sans titre                                      | À déterminer                     | Dives-sur-Mer          | Devant l'usine Tréfimétaux entre la rue de l'Avenir et l'avenue du Commandant-Charcot                                                 | | À déterminer                                   | 49° 17′ 30″ nord, 0° 06′ 01″ ouest             | Sans titre |
| Statue de Guillaume le Conquérant               | Louis Rochet                     | Falaise                | Sur la place Guillaume-le-Conquérant                                                                                                  | Inscrite MH (2006) | 1851                                           | 48° 53′ 39″ nord, 0° 12′ 06″ ouest             | Statue de Guillaume le Conquérant |
| Buste de Louis Liard                            | Augustin Lesieux                 | Falaise                | Dans la grande cour du lycée polyvalent Guillaume-le-Conquérant                                                                       | Représente Louis Liard. L'original en bronze de 1932 réalisé par Paul Roussel est fondu sous le régime de Vichy, dans le cadre de la mobilisation des métaux non ferreux.                                        | v                                              | à géolocaliser                                 | Image manquante |
| Monument à Jean Regnault de Segrais,            | Raphaël Bourbon et Eugène Bénet  | Fontenay-le-Pesnel     | Près des ruines de l'église Saint-Martin                                                                                              | Représente Jean Regnault de Segrais. | 1911                                           | à géolocaliser                                 | Monument à Jean Regnault de Segrais« Monument à Regnault de Segrais à Fontenay-le-Pesnel », sur À nos grands hommes,« Monument Regnault de Segrais à Fontenay-le-Pesnel », sur e-monumen |
| La Paix dans le Monde                           | Yao Yuan                         | Grandcamp-Maisy        | À déterminer | Également appelée La Paix mondiale. | 2004                                           | 49° 23′ 16″ nord, 1° 01′ 53″ ouest             | Image manquante |
| Statue de Poséidon                              | Jean-Claude Lecouflet            | Hermanville-sur-Mer    | Intersection de la rue du Docteur-Turgis, de l'avenue du 6-Juin et de l'avenue Henri-Gravier, au bord de la place du Cuirassé-Courbet | | 2014                                           | 49° 17′ 51″ nord, 0° 18′ 10″ ouest             | Image manquante |
| Statue de la Vierge à l'enfant                  | À déterminer                     | Hermival-les-Vaux      | Intersection de la RD 510 et du chemin de la Vierge                                                                                   | Représente Marie et Jésus-Christ. | 1938                                           | 49° 09′ 22″ nord, 0° 16′ 18″ est               | Statue de la Vierge |
| Chien attaquant un sanglier                     | À déterminer                     | Hérouville-Saint-Clair | Dans le parc du domaine de Beauregard                                                                                                 | | À déterminer                                   | à géolocaliser                                 | Chien attaquant un sanglier |
| Chien de chasse                                 | À déterminer                     | Hérouville-Saint-Clair | Dans le parc du domaine de Beauregard                                                                                                 | | À déterminer                                   | à géolocaliser                                 | Chien de chasse |
| Sans titre                                      | À déterminer                     | Hérouville-Saint-Clair | Dans le parc du domaine de Beauregard                                                                                                 | | À déterminer                                   | à géolocaliser                                 | Sans titre |
| Sans titre                                      | À déterminer                     | Hérouville-Saint-Clair | Dans le parc du domaine de Beauregard                                                                                                 | | À déterminer                                   | à géolocaliser                                 | Sans titre |
| La Ligne                                        | Joël Hubaut                      | Hérouville-Saint-Clair | À déterminer | | 2001                                           | 49° 12′ 13″ nord, 0° 20′ 01″ ouest             | Image manquante |
| Le Petit Vertige                                | Hervé Audouard                   | Hérouville-Saint-Clair | À déterminer | | 1983                                           | 49° 13′ 08″ nord, 0° 20′ 23″ ouest             | Le Petit Vertige |
| Sans titre                                      | Claude Courtecuisse              | Hérouville-Saint-Clair | Lycée hôtelier | | 1987                                           | 49° 12′ 13″ nord, 0° 19′ 52″ ouest             | Sans titre |
| Vive la mariée…                                 | Yvette et Bernard Alleaume       | Hérouville-Saint-Clair | Théâtre | | 1987                                           | 49° 12′ 13″ nord, 0° 20′ 01″ ouest             | Vive la mariée... |
|                                                 |                                  | Honfleur               | Voir la Liste d'œuvres d'art public à Honfleur                                                                                        | Voir la Liste d'œuvres d'art public à Honfleur | Voir la Liste d'œuvres d'art public à Honfleur | Voir la Liste d'œuvres d'art public à Honfleur | Voir la Liste d'œuvres d'art public à Honfleur |
| Buste de Gaston de Renty                        | À déterminer                     | Le Bény-Bocage         | Devant la mairie | Représente Gaston de Renty | À déterminer                                   | à géolocaliser                                 | Buste de Gaston de Renty |
| Buste d'Aimé Labbey                             | Édouard Fournier                 | Le Molay-Littry        | Dans le parc derrière l'église Sainte-Barbe (chapelle de la mine)                                                                     | | 1923                                           | 49° 14′ 33″ nord, 0° 52′ 12″ ouest             | Image manquante |
| Statue de François Rude                         | François Sicard                  | Lisieux                | Dans le jardin de l'Évêché | Représente François Rude. | 1935                                           | 49° 08′ 51″ nord, 0° 13′ 35″ est               | Image manquante |
| Buste de Jean-Antoine Houdon                    | Paul Gasq                        | Lisieux                | Dans le jardin de l'Évêché | Représente Jean-Antoine Houdon. Érigée en 1909 dans la cour Napoléon du Louvre. En est retirée en 1933. | 1935                                           | 49° 08′ 53″ nord, 0° 13′ 35″ est               | Image manquante |
| Statue de François Denis Tronchet               | Hippolyte Ferrat                 | Lisieux                | Dans le jardin de l'Évêché | Représente François Denis Tronchet. Initialement située dans le vestibule du palais d'Orsay jusqu'à son incendie en 1871. Elle est installée ensuite dans le grand vestibule du conseil d'État.                  | 1935                                           | 49° 08′ 51″ nord, 0° 13′ 34″ est               | Statue de François Denis Tronchet |
| Statue d'Aristide Denfert-Rochereau             | Henri Allouard                   | Lisieux                | Dans le jardin de l'Évêché | Représente Aristide Denfert-Rochereau. | 1935                                           | 49° 08′ 52″ nord, 0° 13′ 33″ est               | Image manquante |
| La mort d'Alceste                               | À déterminer                     | Lisieux                | Dans le jardin de l'Évêché | Représente Alceste. | À déterminer                                   | à géolocaliser                                 | Image manquante |
| Statue de Thérèse Docteur                       | Louis Richomme et/ou Robert Coin | Lisieux                | Au bord du rond-point entre l'avenue Sainte-Thérèse et le boulevard Jean-XXIII                                                        | Représente Thérèse de Lisieux. Initialement érigée[Quand ?] au centre du rond-point. | À déterminer                                   | 49° 08′ 28″ nord, 0° 14′ 02″ est               | Statue de Thérèse Docteur |
| Thérèse aux Roses                               | Louis Richomme                   | Lisieux                | Devant le carmel | Représente Thérèse de Lisieux. | 1923                                           | 49° 08′ 30″ nord, 0° 13′ 40″ est               | Thérèse aux Roses |
| Thérèse aux Roses                               | À déterminer                     | Lisieux                | Chemin des Buissonnets | Représente Thérèse de Lisieux. | À déterminer                                   | 49° 09′ 02″ nord, 0° 13′ 44″ est               | Image manquante |
| Buste de François Guizot                        | À déterminer                     | Lisieux                | Devant l'école François-Guizot, 18 boulevard Duchesne-Fournet                                                                         | Représente François Guizot. | À déterminer                                   | à géolocaliser                                 | Image manquante |
| Buste d'Henry Chéron                            | François Cogné                   | Lisieux                | Dans l'enceinte du centre hospitalier                                                                                                 | Représente Henry Chéron. | À déterminer                                   | 49° 08′ 45″ nord, 0° 13′ 56″ est               | Image manquante |
| Caribou                                         | À déterminer                     | Lisieux                | Sur le rond-point du Québec | | À déterminer                                   | à géolocaliser                                 | Image manquante |
| Buste de Marcel Gambier,                        | À déterminer                     | Livarot                | Sur la place de l'Église, sur le monument aux morts                                                                                   | | 1921                                           | 49° 00′ 16″ nord, 0° 09′ 13″ est               | Image manquante |
| La Parque                                       | Claude Quiesse                   | Moult                  | Rue Marie-Hélène-O'Neill | | À déterminer                                   | à géolocaliser                                 | Image manquante |
| Âne                                             | À déterminer                     | Moyaux                 | Près de l'église Saint-Germain et de la mairie                                                                                        | | À déterminer                                   | à géolocaliser                                 | Image manquante |
| Les Méditations - statue d'Aristide Briand      | Émile Guillaume                  | Ouistreham             | Sur la place du Général-de-Gaulle | Représente Aristide Briand. | 1937                                           | 49° 16′ 48″ nord, 0° 15′ 02″ ouest             | Statue d'Aristide Briand |
| Statue de Philippe Kieffer                      | À déterminer                     | Ouistreham             | 23 boulevard Aristide-Briand | Représente Philippe Kieffer. | 2019                                           | 49° 17′ 26″ nord, 0° 15′ 44″ ouest             | Statue de Philippe Kieffer |
| Statue de Lord Lovat                            | À déterminer                     | Ouistreham             | 23 boulevard Aristide-Briand | Représente Simon Fraser. | 2014                                           | 49° 17′ 26″ nord, 0° 15′ 44″ ouest             | Statue de Lord Lovat |
| Statue du général de brigade James Hill         | Vivien Mallock (en)              | Ranville               | Dans le parc près du Mémorial Pegasus                                                                                                 | Représente James Hill. | 2004                                           | 49° 14′ 34″ nord, 0° 16′ 18″ ouest             | Statue du brigadier James Hill |
| Colonne Vauquelin,                              | À déterminer                     | Saint-André-d'Hébertot | Intersection de la RD 675 et de la RD 534                                                                                             | Représente Louis-Nicolas Vauquelin. La colonne en pierre est érigée en 1850. Le buste original[Par qui ?] de 1901 est fondu sous le régime de Vichy, dans le cadre de la mobilisation des métaux non ferreux.    | 1963                                           | 49° 18′ 16″ nord, 0° 15′ 22″ est               | Image manquante |
| Sans titre                                      | À déterminer                     | Saint-Cyr-du-Ronceray  | Au bord de la rue de Copplestone (RD 164)                                                                                             | | À déterminer                                   | 49° 02′ 57″ nord, 0° 17′ 52″ est               | Image manquante |
| Sans titre                                      | À déterminer                     | Saint-Cyr-du-Ronceray  | Intersection de la rue de Copplestone (RD 164) et de la rue des Tourterelles                                                          | | À déterminer                                   | 49° 03′ 14″ nord, 0° 17′ 49″ est               | Image manquante |
| Statue de Notre-Dame de La Salette              | À déterminer                     | Saint-Jean-de-Livet    | À déterminer | Représente Notre-Dame de La Salette. | À déterminer                                   | 49° 05′ 21″ nord, 0° 13′ 55″ est               | Image manquante |
| Eros                                            | Soldats du Royal Engineers       | Tierceville            | Rond-point de la route de Courseulles (RD 12) et de la RD 176                                                                         | Inspirée de celle sur la fontaine de Lord Shaftesbury (en) à Piccadilly Circus. | 1944                                           | 49° 17′ 42″ nord, 0° 31′ 38″ ouest             | Image manquante |
| Buste de Paul Héroult                           | À déterminer                     | Thury-Harcourt         | Dans le parc entre la rue Paul-Héroult, la rue de Falaise et la rue du Champ-de-Foire                                                 | Représente Paul Héroult. L'original en bronze réalisé par Félix Charpentier est fondu sous le régime de Vichy, dans le cadre de la mobilisation des métaux non ferreux.                                          | À déterminer                                   | 48° 59′ 03″ nord, 0° 28′ 33″ ouest             | Buste de Paul Héroult |
| Statue de la Vierge                             | À déterminer                     | Touques                | Route de Honfleur (RD 62), contre l'église Saint-Thomas                                                                               | Représente Marie. | À déterminer                                   | à géolocaliser                                 | Statue de la Vierge |
| Statue de Gustave Flaubert,                     | Copie d'après Léopold Bernstamm  | Trouville-sur-Mer      | Sur la place Foch | Représente Gustave Flaubert. | 1954                                           | 49° 21′ 56″ nord, 0° 04′ 47″ est               | Statue de Gustave Flaubert |
| Buste de Raymond Savignac                       | À déterminer                     | Trouville-sur-Mer      | Dans le parc de la villa Montebello                                                                                                   | Représente Raymond Savignac. | À déterminer                                   | à géolocaliser                                 | Image manquante |
| Le Baobab et le Pommier                         | Anne Deshaies                    | Verson                 | Dans le parc de la Mairie | | 2006                                           | à géolocaliser                                 | Le Baobab et le Pommier |
| Buste de Camille Blaisot                        | Serge Zélikson                   | Vimont                 | Intersection de la route de Paris (RD 613) et de la RD 40                                                                             | Représente Camille Blaisot. | 1960                                           | 49° 07′ 19″ nord, 0° 11′ 52″ ouest             | Image manquante |
| Colonne du Centenaire                           | Charles Gauthier et Paul Lecreux | Vire                   | Sur la place Nationale | | 1889                                           | 48° 50′ 13″ nord, 0° 53′ 33″ ouest             | Colonne du Centenaire |
| Statue de Castel                                | Jean Baptiste Joseph De Bay      | Vire                   | Sur la place Castel | Inscrite MH (2006) | 1869                                           | 48° 50′ 19″ nord, 0° 53′ 34″ ouest             | Statue de Castel |
| Sans titre                                      | Jan Voss                         | Vire                   | Centre dramatique régional du Préau                                                                                                   | | 1996                                           | 48° 50′ 19″ nord, 0° 53′ 34″ ouest             | Sans titre |

### Monuments pour une bataille ou un événement
| Œuvre                                                    | Auteur                             | Commune                    | Localisation | Notes                                                                                      | Installation | Coordonnées                        | Illustration                                         |
| -------------------------------------------------------- | ---------------------------------- | -------------------------- | --- | ------------------------------------------------------------------------------------------ | ------------ | ---------------------------------- | ---------------------------------------------------- |
| Colonne commémorative de la bataille de Formigny (d)     | À déterminer                       | Aignerville                | Au bord de la RD 613 | Commémore la bataille de Formigny.                                                         | 1835         | 49° 20′ 06″ nord, 0° 54′ 42″ ouest | Colonne commémorative de la bataille de Formigny     |
| Monument de la Libération                                | Raoul Lamourdedieu                 | Bayeux                     | Rond-point de Vaucelles                                                                                                   |                                                                                            | 1952         | 49° 16′ 57″ nord, 0° 43′ 09″ ouest | Image manquante                                      |
| Colonne du 14 juin 1944                                  | À déterminer                       | Bayeux                     | Sur la place Charles-de-Gaulle (anciennement place du Château)                                                            | Commémore le discours de Bayeux.                                                           | À déterminer | à géolocaliser                     | Colonne du 14 juin 1944                              |
| Signal                                                   | À déterminer                       | Bénouville                 | Au bord du canal de Caen à la mer et de la RD 514                                                                         |                                                                                            | 1954         | 49° 14′ 31″ nord, 0° 16′ 26″ ouest | Monument Signal de Bénouville                        |
| Signal                                                   | À déterminer                       | Bernières-sur-Mer          | Sur la place du 6-Juin, au bord de la promenade des Français                                                              |                                                                                            | 1950         | 49° 20′ 08″ nord, 0° 25′ 22″ ouest | Monument Signal de Bernières-sur-Mer                 |
| Monument à la libération des communes de Thue et Mue     | À déterminer                       | Bretteville-l'Orgueilleuse | Au bord du rond-point de la rue de Gare, de l'avenue de Stèle et de la RD 83                                              |                                                                                            | À déterminer | 49° 12′ 25″ nord, 0° 30′ 40″ ouest | Monument à la libération des communes de Thue et Mue |
| Monument au commando Kieffer                             | Patrick Heleyns                    | Colleville-Montgomery      | Intersection du boulevard Maritime et de la rue Vauban                                                                    |                                                                                            | À déterminer | 49° 17′ 35″ nord, 0° 16′ 52″ ouest | Monument au commando Kieffer                         |
| Le Souvenir ranimé                                       | Colin Gibson                       | Courseulles-sur-Mer        | Sur la parvis du centre Juno Beach                                                                                        |                                                                                            | 2014         | 49° 20′ 12″ nord, 0° 27′ 42″ ouest | Le Souvenir ranimé                                   |
| Monument de l'Aiguille (nl)                              | À déterminer                       | Cricqueville-en-Bessin     | Sur la pointe du Hoc |                                                                                            | À déterminer | 49° 23′ 50″ nord, 0° 59′ 21″ ouest | Monument de l'Aiguille                               |
| Statue du fantassin britannique                          | Michael Whitely                    | Fontaine-Étoupefour        | Intersection du chemin Haussé et de la RD 8, sur le parking de la cote 112                                                |                                                                                            | 2017         | 49° 07′ 26″ nord, 0° 27′ 38″ ouest | Statue du fantassin britannique                      |
| Monument commémoratif de la bataille de Formigny         | Arthur Le Duc                      | Formigny                   | Intersection de la RD 613 et de la RD 517                                                                                 | Inscrit MH (2006)                                                                          | 1903         | 49° 19′ 59″ nord, 0° 54′ 02″ ouest | Monument commémoratif de la bataille de Formigny     |
| Signal                                                   | À déterminer                       | Graye-sur-Mer              | Juno Beach, à l'extrémité de l'avenue du Général-de-Gaulle                                                                |                                                                                            | 1954         | 49° 20′ 16″ nord, 0° 28′ 09″ ouest | Monument Signal de Graye-sur-Mer                     |
| Croix de Lorraine                                        | À déterminer                       | Graye-sur-Mer              | Juno Beach, au bord de la voie des Français-Libres                                                                        |                                                                                            | 1990         | 49° 20′ 15″ nord, 0° 28′ 03″ ouest | Croix de Lorraine                                    |
| Le Matelot - Orlogsgasten                                | Copie d'après Per Palle Storm (en) | Hermanville-sur-Mer        | Sur la place du Cuirassé-Courbet                                                                                          | L'original est érigée en 1992 sur la place de Normandie (no) à Oslo.                       | 2004         | 49° 17′ 53″ nord, 0° 18′ 09″ ouest | Le Matelot - Orlogsgasten                            |
| Colonne Guillaume                                        | À déterminer                       | Houlgate                   | Intersection de la rue du Moulin et de la rue des Bains, au bord de la promenade Roland-Garros                            | Érigée en 1861 au sommet de la butte de Caumont, dans la propriété de M. Foucher de Careil | À déterminer | 49° 18′ 03″ nord, 0° 04′ 59″ ouest | Colonne Guillaume                                    |
| Signal                                                   | À déterminer                       | Isigny-sur-Mer             | Sur la place du Général-de-Gaulle                                                                                         |                                                                                            | 1957         | 49° 19′ 07″ nord, 1° 06′ 04″ ouest | Monument Signal d'Isigny-sur-Mer                     |
| La Flamme                                                | Yvonne Guégan                      | Ouistreham                 | 23 boulevard Aristide-Briand                                                                                              |                                                                                            | 1984         | 49° 17′ 26″ nord, 0° 15′ 44″ ouest | La Flamme                                            |
| Signal                                                   | À déterminer                       | Ouistreham                 | Sur la rond-point de l'avenue du grand large (RD 84), à l'intersection avec le quai Jean-Charcot et la rue Émile-Herbline | Érigé en 1957 sur un blockhaus, sur lequel a été édifiée la gare maritime.                 | À déterminer | 49° 16′ 15″ nord, 0° 15′ 19″ ouest | Monument Signal de Ouistreham                        |
| Monument commémoratif du port pétrolier du Débarquement  | À déterminer                       | Port-en-Bessin-Huppain     | À déterminer |                                                                                            | 2004         | 49° 20′ 57″ nord, 0° 45′ 17″ ouest | Image manquante                                      |
| Signal                                                   | À déterminer                       | Port-en-Bessin-Huppain     | À l'extrémité de la jetée rouge (est)                                                                                     |                                                                                            | 1958         | 49° 21′ 08″ nord, 0° 45′ 23″ ouest | Monument Signal de Port-en-Bessin-Huppain            |
| Les Braves                                               | Anilore Banon                      | Saint-Laurent-sur-Mer      | Omaha Beach |                                                                                            | 2004         | 49° 22′ 15″ nord, 0° 52′ 46″ ouest | Les Braves                                           |
| Signal                                                   | À déterminer                       | Saint-Laurent-sur-Mer      | Sur la front de mer entre l'avenue de la Libération et la rue Bernard-Anquetil                                            | Également appelé monument à la 1re division d'infanterie des États-Unis.                   | 1957         | 49° 22′ 14″ nord, 0° 52′ 47″ ouest | Monument Signal de Saint-Laurent-sur-Mer             |
| Stèle commémorative de la bataille de Varaville          | À déterminer                       | Varaville                  | Intersection de la RD 27 et du chemin de l'Anguille (RC 2)                                                                | Commémore la bataille de Varaville.                                                        | À déterminer | 49° 15′ 21″ nord, 0° 08′ 01″ ouest | Stèle commémorative de la bataille de Varaville      |
| Colonne commémorative de la bataille du Val-ès-Dunes (d) | À déterminer                       | Vimont                     | Au bord de la route de Paris (RD 613)                                                                                     | Commémore la bataille du Val-ès-Dunes.                                                     | 1846         | 49° 07′ 16″ nord, 0° 11′ 37″ ouest | Colonne commémorative de la bataille du Val-ès-Dunes |

### Fontaines
| Œuvre                            | Auteur                                | Commune             | Localisation                                                                      | Notes | Installation                                   | Coordonnées                                    | Illustration                                   |
| -------------------------------- | ------------------------------------- | ------------------- | --------------------------------------------------------------------------------- | --- | ---------------------------------------------- | ---------------------------------------------- | ---------------------------------------------- |
| Fontaine de Poppa,               | Louis-Émile Décorchemont              | Bayeux              | Sur la place Charles-de-Gaulle (anciennement place du Château)                    | Également appelée fontaine Niobey. | 1888                                           | 49° 16′ 35″ nord, 0° 42′ 28″ ouest             | Fontaine Poppa de Bayeux                       |
| Fontaine Saint-Patrice           | À déterminer                          | Bayeux              | Sur la place Saint-Patrice                                                        | Également appelée fontaine Moutier. | 1888                                           | 49° 16′ 46″ nord, 0° 42′ 31″ ouest             | Fontaine Saint Patrice                         |
|                                  |                                       | Caen                | Voir la liste des œuvres d'art de Caen                                            | Voir la liste des œuvres d'art de Caen | Voir la liste des œuvres d'art de Caen         | Voir la liste des œuvres d'art de Caen         | Voir la liste des œuvres d'art de Caen         |
| Fontaine Sainte-Radegonde        | À déterminer                          | Cagny               | Rue de la Poste                                                                   | | À déterminer                                   | 49° 08′ 52″ nord, 0° 15′ 14″ ouest             | Fontaine Sainte-Radegonde                      |
| Fontaine                         | À déterminer                          | Clécy               | Sur la place du Tripot                                                            | | À déterminer                                   | 48° 55′ 00″ nord, 0° 28′ 55″ ouest             | Fontaine                                       |
| Fontaine                         | À déterminer                          | Deauville           | Sur la place de Morny                                                             | | À déterminer                                   | 49° 21′ 35″ nord, 0° 04′ 38″ est               | Fontaine                                       |
| Fontaine Magenta                 | À déterminer                          | Falaise             | 5 rue de l'Amiral-Courbet                                                         | | À déterminer                                   | 48° 53′ 49″ nord, 0° 11′ 53″ ouest             | Fontaine Magenta                               |
| Fontaine d'Arlette               | A. Lerond                             | Falaise             | Rue de la Roche                                                                   | | 1957                                           | 48° 53′ 38″ nord, 0° 12′ 21″ ouest             | Fontaine D Arlette                             |
|                                  |                                       | Honfleur            | Voir la Liste d'œuvres d'art public à Honfleur                                    | Voir la Liste d'œuvres d'art public à Honfleur | Voir la Liste d'œuvres d'art public à Honfleur | Voir la Liste d'œuvres d'art public à Honfleur | Voir la Liste d'œuvres d'art public à Honfleur |
| Fontaine des Trois Grâces,       | Copie d'après Germain Pilon           | Langrune-sur-Mer    | Dans le parc de la mairie                                                         | Érigée en 1853 à Caen sur la place Saint-Pierre (devenue par la suite square Saint-Pierre). Retirée en 1861. En 1862, elle est déplacée boulevard Saint-Pierre (renommé depuis boulevard Maréchal-Leclerc). | 1933                                           | 49° 19′ 17″ nord, 0° 22′ 28″ ouest             | Fontaine des Trois Grâces                      |
| Obélisque du directeur des mines | À déterminer                          | Le Molay-Littry     | Intersection de la rue de Bayeux (RD 5) et de la RD 178                           | | À déterminer                                   | 49° 14′ 35″ nord, 0° 52′ 16″ ouest             | Obélisque du directeur des mines               |
| Fontaine de La Ferronnays        | À déterminer                          | Lisieux             | Rue du Docteur-Degrenne                                                           | Inscrite MH (1919) | 1784                                           | 49° 08′ 45″ nord, 0° 13′ 22″ est               | Fontaine de La Ferronnays                      |
| Fontaine                         | À déterminer                          | Lisieux             | Sur la place François-Mitterrand                                                  | | À déterminer                                   | 49° 08′ 46″ nord, 0° 13′ 33″ est               | Image manquante                                |
| Bassin-fontaine                  | À déterminer                          | Lisieux             | Dans le jardin de l'Évêché                                                        | | 1835                                           | 49° 08′ 52″ nord, 0° 13′ 34″ est               | Bassin-fontaine à Lisieux                      |
| L'arrosoir                       | À déterminer                          | Lisieux             | Sur le rond-point du boulevard Sainte-Anne et de la rue Rose Harel                | Installé[Quand ?] à l'intersection de la rue d'Alençon et de la rue Monseigneur Germain, devant l'office de tourisme.                                                                                       | À déterminer                                   | 49° 08′ 34″ nord, 0° 13′ 23″ est               | Image manquante                                |
| Fontaine de Brossard             | À déterminer                          | Pont-l'Évêque       | Sur la place du Tribunal                                                          | | 1855                                           | 49° 17′ 06″ nord, 0° 10′ 58″ est               | Fontaine de Brossard                           |
| Fontaine                         | À déterminer                          | Pont-l'Évêque       | Sur la rond-point de la place Jean-Bureau                                         | | À déterminer                                   | 49° 17′ 12″ nord, 0° 11′ 13″ est               | Image manquante                                |
| Fontaine                         | À déterminer                          | Saint-Aubin-sur-Mer | Intersection de la rue du Maréchal-Joffre et de l'avenue du Général-Koenig (RD 7) | | À déterminer                                   | 49° 19′ 38″ nord, 0° 23′ 15″ ouest             | Fontaine à Saint-Aubin-sur-Mer                 |
| Fontaine                         | À déterminer                          | Soliers             | Près de l'église Saint-Vigor                                                      | | À déterminer                                   | à géolocaliser                                 | Fontaine                                       |
| Fontaine Wallace                 | Copie d'après Charles-Auguste Lebourg | Vire                | Rue Saulnerie                                                                     | | À déterminer                                   | 48° 50′ 18″ nord, 0° 53′ 25″ ouest             | Fontaine Wallace à Vire                        |
| Fontaine                         | À déterminer                          | Vire                | Sur la place Nationale (anciennement place Impériale)                             | Un buste de Lioult de Chênedollé est érigé dessus en 1869. Vandalisé, il est retiré en 1900, réinstallé en 1914, puis retiré en 1933.                                                                       | À déterminer                                   | 48° 50′ 14″ nord, 0° 53′ 30″ ouest             | Image manquante                                |

### Mosaïques
| Œuvre                                | Auteur         | Commune           | Localisation                                                            | Notes                                                              | Installation | Coordonnées                        | Illustration    |
| ------------------------------------ | -------------- | ----------------- | ----------------------------------------------------------------------- | ------------------------------------------------------------------ | ------------ | ---------------------------------- | --------------- |
| Fragments de la tapisserie de Bayeux | À déterminer   | Dives-sur-Mer     | Quai Bernard Magne, sur la tour de la capitainerie de port-Guillaume    |                                                                    | 1991         | 49° 17′ 40″ nord, 0° 05′ 36″ ouest | Image manquante |
| Hommage à Charles Mozin              | André Hambourg | Trouville-sur-Mer | Rue Commandant-Charcot, à l'entrée de collège Charles-Mozin             |                                                                    | 1977         | 49° 21′ 34″ nord, 0° 05′ 44″ est   | Image manquante |
| La petite Sirène                     | André Hambourg | Trouville-sur-Mer | Rue Sir-Bertrand-Russell, sur la façade à l'entrée de l'école René-Coty | Installée dans l'école maternelle Hans Christian Andersen en 1977. | 2016         | 49° 21′ 54″ nord, 0° 05′ 12″ est   | Image manquante |

### Peintures murales
| Œuvre                          | Auteur        | Commune               | Localisation                                                                                 | Notes | Installation | Coordonnées                        | Illustration    |
| ------------------------------ | ------------- | --------------------- | -------------------------------------------------------------------------------------------- | ----- | ------------ | ---------------------------------- | --------------- |
| Scène de plage - cerfs-volants | Paule Adeline | Cuverville            | Rue des Carrières, sur le château d'eau                                                      |       | À déterminer | 49° 11′ 15″ nord, 0° 16′ 07″ ouest | Image manquante |
| Sans titre                     | Paule Adeline | Meulles               | Intersection de la route de Vimoutiers (RD 46) et du chemin du Minerai, sur le château d'eau |       | À déterminer | 48° 58′ 42″ nord, 0° 20′ 19″ est   | Image manquante |
| Sans titre                     | Paule Adeline | Notre-Dame-de-Courson | Au bord de la route d'Orbec (RD 4), au lieu-dit « Mares d'Or », sur le château d'eau         |       | À déterminer | 48° 59′ 29″ nord, 0° 17′ 44″ est   | Image manquante |

### Œuvres disparues ou retirées
| Œuvre                                         | Auteur                                                                                             | Commune           | Localisation                                                  | Notes | Installation                                   | Coordonnées                                    | Illustration |
| --------------------------------------------- | -------------------------------------------------------------------------------------------------- | ----------------- | ------------------------------------------------------------- | --- | ---------------------------------------------- | ---------------------------------------------- | --- |
| Statue de Jean-Charles Langlois,              | Louis-Émile Décorchemont                                                                           | Beaumont-en-Auge  | Place du Colonel-Langlois                                     | Représentait Jean-Charles Langlois. Fondue sous le régime de Vichy, dans le cadre de la mobilisation des métaux non ferreux. Le piédestal est resté vide. | 1885                                           | 49° 16′ 42″ nord, 0° 06′ 39″ est               | Statue de Jean-Charles Langlois« Monument au colonel Langlois à Beaumont-en-Auge », sur À nos grands hommes,« Monument au colonel Langlois à Beaumont-en-Auge », sur e-monumen                                |
|                                               | | Caen              | Voir la liste des œuvres d'art de Caen                        | Voir la liste des œuvres d'art de Caen | Voir la liste des œuvres d'art de Caen         | Voir la liste des œuvres d'art de Caen         | Voir la liste des œuvres d'art de Caen |
| Buste de Charles Tellier,                     | À déterminer                                                                                       | Condé-sur-Noireau | Place de l'Hôtel-de-Ville                                     | Représentait Charles Tellier. Fondu sous le régime de Vichy, dans le cadre de la mobilisation des métaux non ferreux. Le piédestal resté vide est détruit[Quand ?]. | 1921                                           | à géolocaliser                                 | Buste de Charles Tellier« Monument à Charles Tellier à Condé-sur-Noireau », sur À nos grands hommes,, |
| Lion luttant avec un crocodile,               | Pierre Louis Rouillard                                                                             | Deauville         | À déterminer                                                  | | 1964                                           | à géolocaliser                                 | Image manquante |
| Lion étouffant un serpent,                    | Pierre Louis Rouillard                                                                             | Deauville         | À déterminer                                                  | | 1964                                           | à géolocaliser                                 | Image manquante |
| Puma luttant avec un porc-épic,               | Pierre Louis Rouillard                                                                             | Deauville         | À déterminer                                                  | Érigée au bord de l'allée entre la rue Tristan Bernard et la rue Raspail, à côté du terrain de basket et des terrains de tennis. | 1964                                           | à géolocaliser                                 | Image manquante |
| Puma en marche,                               | Pierre Louis Rouillard                                                                             | Deauville         | À déterminer                                                  | | 1964                                           | à géolocaliser                                 | Image manquante |
|                                               | | Honfleur          | Voir la Liste d'œuvres d'art public à Honfleur                | Voir la Liste d'œuvres d'art public à Honfleur | Voir la Liste d'œuvres d'art public à Honfleur | Voir la Liste d'œuvres d'art public à Honfleur | Voir la Liste d'œuvres d'art public à Honfleur |
| Buste d'Émile Demagny,                        | Léopold Bernstamm                                                                                  | Isigny-sur-Mer    | Place Gambetta, devenue place du Général-de-Gaulle            | Représentait Émile Demagny. Détruit sous le régime de Vichy, dans le cadre de la mobilisation des métaux non ferreux. | 1922                                           | à géolocaliser                                 | Buste d'Émile Demagny« Buste d'Émile Demagny à Isigny-sur-Mer », sur À nos grands hommes,« Monument à Émile Demagny à Isigny-sur-mer », sur e-monumen                                                         |
| Buste de Charles Boutrois                     | Alexandre Descatoire                                                                               | Isigny-sur-Mer    | À déterminer                                                  | Fondu sous le régime de Vichy, dans le cadre de la mobilisation des métaux non ferreux. | 1929                                           | à géolocaliser                                 | Image manquante |
| Fontaine                                      | À déterminer                                                                                       | Lisieux           | Intersection de la rue du Paradis et de la rue Henry-Chéron   | A été retirée[Quand ?]. | À déterminer                                   | 49° 08′ 46″ nord, 0° 13′ 38″ est               | Fontaine disparue à Lisieux |
| Fontaine lexovienne                           | Claire Roudenko-Bertin                                                                             | Lisieux           | À déterminer                                                  | A été retirée[Quand ?]. | 1992                                           | à géolocaliser                                 | Fontaine lexovienne |
| Statue de Robert de Flers,                    | Philippe Besnard                                                                                   | Pont-l'Évêque     | Place Robert-de-Flers                                         | Représentait Robert de Flers. Fondue sous le régime de Vichy, dans le cadre de la mobilisation des métaux non ferreux. Le piédestal resté vide est retiré[Quand ?] et installé[Quand ?] dans le jardin Jean Bureau. | 1929                                           | à géolocaliser                                 | Statue de Robert de Flers« Statue de Robert de Flers à Pont-l'Évêque », sur À nos grands hommes,« Monument à Robert de Flers à Pont-l'Évêque », sur e-monumen                                                 |
| Statue de François Richard-Lenoir,            | Louis Rochet                                                                                       | Villers-Bocage    | Rue des Halles                                                | Représentait François Richard-Lenoir. Fondue sous le régime de Vichy, dans le cadre de la mobilisation des métaux non ferreux. | 1865                                           | à géolocaliser                                 | Statue de François Richard-Lenoir« Monument à Richard-Lenoir à Villers-Bocage », sur À nos grands hommes,« Monument à Richard-Lenoir à Villers-Bocage », sur e-monumen                                        |
| Statue funéraire d'Henri II de Matignon,      | Jean-Baptiste Tuby sur les indications de Charles Le Brun (attribuée par erreur à Nicolas Coustou) | Vire              | Dans le jardin des plantes                                    | Installée en 1691 dans la chapelle funéraire des Matignon, dans l'église Saint-Laurent de Torigni-sur-Vire. Le visage est mutilé en 1793 par des troupes en route pour le siège de Granville. Achetée en 1840 par le collectionneur Dupont-Cotelle. Il la donne en 1864 à la ville de Vire. Retirée[Quand ?] et placée au musée. Elle est installée au musée des Beaux-Arts de Saint-Lô en 2011. Classée MH (1905) | À déterminer                                   | à géolocaliser                                 | Statue funéraire d'Henri II de Matignon« Monument à Henri de Matignon à Vire », sur À nos grands hommes,« Statue funéraire d'Henri II de Matignon à Vire », sur Collections du réseau des musées de Normandie |
| Buste de Charles-Julien Lioult de Chênedollé, | Victor-Edmond Leharivel-Durocher                                                                   | Vire              | Dans une niche en surplomb du grand escalier du jardin public | Représente Charles-Julien Lioult de Chênedollé. Érigé en 1869 sur la fontaine de la place nationale (anciennement place impériale). Vandalisé, il est retiré en 1900. Réinstallé en 1914. Très endommagé par les bombardements de 1944. Il est reconstitué en 1956 et placé au musée. | 1933                                           | à géolocaliser                                 | Buste de Charles-Julien Lioult de Chênedollé« Buste de Lioult de Chênedollé à Vire », sur À nos grands hommes,« Buste de Lioult de Chênedollé à Vire », sur Collections du réseau des musées de Normandie     |